# KNVB Beker 2018/19 (amateurs)
De KNVB Beker voor amateurs in het seizoen 2018/19 betrof voor het derde opeenvolgende seizoen alleen de bekerstrijd in de zes KNVB-districten. Als gevolg van een beslissing van de KNVB, in samenspraak met de clubs, is met ingang van het seizoen 2016/17 een einde gekomen aan de eindstrijd tussen de zes districtsbekerwinnaars om de landelijke amateurbeker.
Aan de bekertoernooien konden de standaardteams van de clubs uitkomend in de Hoofdklasse en de lagere klassen (eerste tot en met vijfde klasse) deelnemen, alsmede de kampioenen en periodekampioenen van de reserve hoofdklassen. De clubteams (uitgezonderd reserveteams) die de halve finales in de districtsbeker bereikten, plaatsten zich voor het KNVB Bekertoernooi van het seizoen 2019/20. De kwartfinalisten hadden nog enige kans op deelname als plaatsvervangend team.
Van de zes districtsbekerwinnaars van 2017/18 reikte Flevo Boys (Noord) dit seizoen het verst, zij slaagden erin om de beker wederom te winnen.
Bekerwinnaars
Het was voor Flevo Boys de derde bekerzege, in 1991 werd de beker in district Oost veroverd. Voor VV Sliedrecht (Zuid-I) en SV Huizen (West-I) en RKSV Groene Ster (Zuid-II) was het hun tweede bekerzege, hun eerste werd respectievelijk in 1984 (West-II), 2001 (Midden) en 2009 behaald. DUNO D (Oost) en FC 's-Gravenzande (West-II) wonnen de districtsbeker voor het eerst.

## Districtsbekers
Opzet
In elk district werd er begonnen in een poule van vier clubs. De winnaar en de nummer twee gingen door naar de knock-outfase. Daarna werden in sommige districten tussenrondes gespeeld om het aantal clubs terug te brengen naar een macht van twee, om knock-outrondes te kunnen spelen (bijvoorbeeld 64 of 128). In andere districten werden enkele clubs vrijgeloot en gingen zo automatisch door naar de volgende ronde.
| Datum                   | Thuisclub       | Uitslag      | Uitclub         |
| Kwartfinale             | Kwartfinale     | Kwartfinale  | Kwartfinale     |
| ----------------------- | --------------- | ------------ | --------------- |
| 30 maart                | Flevo Boys      | 2-0          | VV Hoogeveen    |
| 02 april                | Flevo Boys-2    | 0-2          | Drachtster Boys |
| 02 april                | VV Winsum       | 3-1          | BCV             |
| 03 april                | VEV '67         | 4-1          | LAC Frisia 1883 |
| Halve finale            |                 |              |                 |
| 07 mei                  | Drachtster Boys | 1-2          | Flevo Boys      |
| 07 mei                  | VEV '67         | 2-2 nv (4-3) | VV Winsum       |
| Finale bij Flevo Boys * |                 |              |                 |
| 08 juni                 | Flevo Boys      | 7-0          | VEV '67         |

| Datum                     | Thuisclub         | Uitslag      | Uitclub            |
| Kwartfinale               | Kwartfinale       | Kwartfinale  | Kwartfinale        |
| ------------------------- | ----------------- | ------------ | ------------------ |
| 02 april                  | AZSV              | 0-4          | Sparta Nijkerk     |
| 02 april                  | Vroomshoopse Boys | 2-2 ns (4-2) | Sportclub Silvolde |
| 03 april                  | Barbaros          | 0-2          | DUNO D             |
| 03 april                  | VV Berkum         | 2-3          | Rohda Raalte       |
| Halve finale              |                   |              |                    |
| 04 mei                    | Rohda Raalte      | 2-1          | Vroomshoopse Boys  |
| 08 mei                    | DUNO D            | 3-1          | Sparta Nijkerk     |
| Finale bij Rohda Raalte * |                   |              |                    |
| 07 juni                   | DUNO D            | 2-0          | Rohda Raalte       |

| Datum                    | Thuisclub                 | Uitslag      | Uitclub                   |
| Kwartfinale              | Kwartfinale               | Kwartfinale  | Kwartfinale               |
| ------------------------ | ------------------------- | ------------ | ------------------------- |
| 16 april                 | HSV De Zuidvogels         | 1-1 ns (6-5) | SVL                       |
| 17 april                 | Fortuna Wormerveer (zon.) | 1-0          | SVA                       |
| 17 april                 | VV Grasshoppers           | 0-2          | SDO                       |
| 17 april                 | SV Huizen                 | 3-0          | JOS Watergraafsmeer       |
| Halve finale             |                           |              |                           |
| 02 mei                   | SV Huizen                 | 3-1          | SDO                       |
| 07 mei                   | HSV De Zuidvogels         | 0-2          | Fortuna Wormerveer (zon.) |
| Finale bij Legmeervogels |                           |              |                           |
| 08 juni                  | SV Huizen                 | 5-0          | Fortuna Wormerveer (zon.) |

| Datum                       | Thuisclub         | Uitslag     | Uitclub           |
| Kwartfinale                 | Kwartfinale       | Kwartfinale | Kwartfinale       |
| --------------------------- | ----------------- | ----------- | ----------------- |
| 16 april                    | CVV De Jodan Boys | 2-0         | Sportlust '46     |
| 16 april                    | FC 's-Gravenzande | 4-0         | Ter Leede-2       |
| 23 april                    | Ter Leede         | 3-0         | SC Feyenoord      |
| 25 april                    | FC Rijnvogels     | 1-3         | SV ARC            |
| Halve finale                |                   |             |                   |
| 07 mei                      | Ter Leede         | 2-1         | CVV De Jodan Boys |
| 07 mei                      | FC 's-Gravenzande | 4-2         | SV ARC            |
| Finale bij KRSV Vredenburch |                   |             |                   |
| 30 mei                      | FC 's-Gravenzande | 4-0         | Ter Leede         |

| Datum                   | Thuisclub     | Uitslag      | Uitclub           |
| Kwartfinale             | Kwartfinale   | Kwartfinale  | Kwartfinale       |
| ----------------------- | ------------- | ------------ | ----------------- |
| 30 maart                | VV Sliedrecht | 10-0         | VV Serooskerke    |
| 30 maart                | SSV '65       | 0-4          | VV Kloetinge      |
| 02 april                | Achilles Veen | 2-0          | GVV Unitas (zon.) |
| 02 april                | VV Waspik     | 0-6          | RKSV Heeze        |
| Halve finale            |               |              |                   |
| 04 mei                  | VV Kloetinge  | 0-0 ns (2-4) | VV Sliedrecht     |
| 07 mei                  | RKSV Heeze    | 4-1          | Achilles Veen     |
| Finale bij VV Haarsteeg |               |              |                   |
| 08 juni                 | VV Sliedrecht | 2-2 ns (4-3) | RKSV Heeze        |

| Datum                       | Thuisclub        | Uitslag      | Uitclub          |
| Kwartfinale                 | Kwartfinale      | Kwartfinale  | Kwartfinale      |
| --------------------------- | ---------------- | ------------ | ---------------- |
| 26 maart                    | RKSV Wittenhorst | 3-0          | SVME             |
| 28 maart                    | RKSV Groene Ster | 3-1          | VV Caesar        |
| 28 maart                    | VV Nooit Gedacht | 1-2          | SV TOP           |
| 31 maart                    | RKSV Minor       | 1-1 ns (3-1) | RKSV Mierlo-Hout |
| Halve finale                |                  |              |                  |
| 25 april                    | RKSV Wittenhorst | 1-2          | RKSV Groene Ster |
| 0datum                      | RKSV Minor       | 1-1 ns (2-4) | SV TOP           |
| Finale bij VV Nooit Gedacht |                  |              |                  |
| 09 juni                     | RKSV Groene Ster | 2-0          | SV TOP           |

1980/81 · 1981/82 · 1982/83 · 1983/84 · 1984/85 · 1985/86 · 1986/87 · 1987/88 · 1988/89 · 1989/90 · 1990/91 · 1991/92 · 1992/93 · 1993/94 · 1994/95 · 1995/96 · 1996/97 · 1997/98 · 1998/99 · 1999/00 · 2000/01 · 2001/02 · 2002/03 · 2003/04 · 2004/05 · 2005/06 · 2006/07 · 2007/08 · 2008/09 · 2009/10 · 2010/11 · 2011/12 · 2012/13 · 2013/14 · 2014/15 · 2015/16 · 2016/17 · 2017/18 · 2018/19 · 2019/20 · 2020/21 · 2021/22 · 2023/23 · 2023/24 · 2024/25